# MZB1
MZB1 (англ. Marginal zone B and B1 cell specific protein) – білок, який кодується однойменним геном, розташованим у людей на короткому плечі 5-ї хромосоми. Довжина поліпептидного ланцюга білка становить 189 амінокислот, а молекулярна маса — 20 694.
| 10         |  | 20         |  | 30         |  | 40         |  | 50         |
| ---------- |  | ---------- |  | ---------- |  | ---------- |  | ---------- |
| MRLSLPLLLL |  | LLGAWAIPGG |  | LGDRAPLTAT |  | APQLDDEEMY |  | SAHMPAHLRC |
| DACRAVAYQM |  | WQNLAKAETK |  | LHTSNSGGRR |  | ELSELVYTDV |  | LDRSCSRNWQ |
| DYGVREVDQV |  | KRLTGPGLSE |  | GPEPSISVMV |  | TGGPWPTRLS |  | RTCLHYLGEF |
| GEDQIYEAHQ |  | QGRGALEALL |  | CGGPQGACSE |  | KVSATREEL  |  |            |

A: Аланін

C: Цистеїн

D: Аспарагінова кислота

E: Глутамінова кислота

F: Фенілаланін

G: Гліцин

H: Гістидин

I: Ізолейцин

K: Лізин

L: Лейцин

M: Метіонін

N: Аспарагін

P: Пролін

Q: Глутамін

R: Аргінін

S: Серин

T: Треонін

V: Валін

W: Триптофан

Задіяний у таких біологічних процесах, як апоптоз, альтернативний сплайсинг. 
Локалізований у цитоплазмі, ендоплазматичному ретикулумі.
Також секретований назовні.